# Гіркенрот
Гіркенрот (нім. Girkenroth) — громада в Німеччині, розташована в землі Рейнланд-Пфальц. Входить до складу району Вестервальд. Складова частина об'єднання громад Вестербург.
Площа — 2,77 км2. Населення становить 596 ос. (станом на 31 грудня 2020).

## Галерея

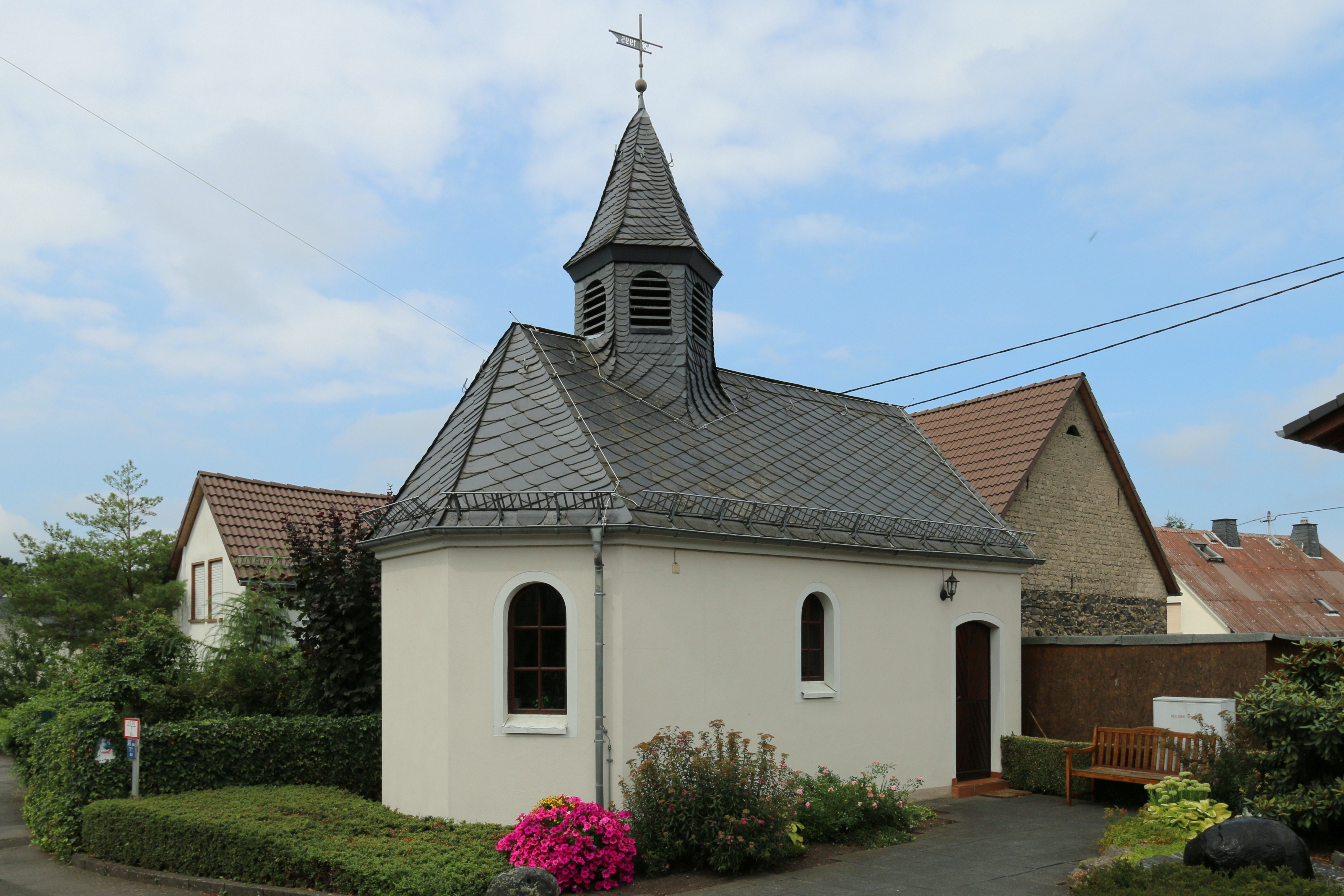